# Das Geisterschloss
Das Geisterschloss (Originaltitel The Haunting) ist ein US-amerikanischer Horrorfilm aus dem Jahr 1999. Er basiert auf dem Roman Spuk in Hill House von Shirley Jackson, der bereits 1963 unter dem Titel Bis das Blut gefriert (The Haunting) von Robert Wise verfilmt worden war.

## Handlung
Nachdem Eleanor „Nell“ Vances Mutter verstorben war, wurde sie von ihrer Schwester Jane gezwungen, aus dem gemeinsamen Apartment auszuziehen, wo sie die schwerkranke Mutter gepflegt hatte. Sie erhält einen ominösen Anruf, der sie auf eine Zeitungsannonce aufmerksam macht: Es werden Probanden für eine Studie zum Thema Schlafstörungen gesucht. Diese Studie kommt ihr sehr gelegen, da sie Geld benötigt, um über die Runden zu kommen. Sie bekommt eine Zusage und fährt zu einem Anwesen in Massachusetts, welches sich Hill House nennt. Hill House wird von Mrs. und Mr. Dudley betreut. Diese verlassen das Haus jeden Tag vor Sonnenuntergang und schließen das Eingangstor mit einer schweren Kette ab.
Dort trifft Eleanor auf Dr. David Marrow, welcher das Experiment leitet, dessen Assistentin sowie die weiteren Probanden Theo und Luke. Eleanor fühlt sich von Anbeginn an von dem seltsamen Haus angezogen und von der Schönheit der Statuen und Porträts von Kindern gefangen.
Am ersten Abend im Haus erzählt Dr. Marrow die Geschichte des ehemaligen Hausbesitzers Hugh Crain. Dieser war ein Industrieller und Tycoon, der sein Vermögen während der industriellen Revolution machte. Er ließ das Haus für seine wunderschöne Frau Renée errichten, jedoch starb diese noch vor der Vollendung des Hauses (später stellt sich heraus, dass sich Renée an einem Balkon im Gewächshaus erhängte).
Von nun an kommt es zu eigenartigen Vorfällen: Die Assistentin von Dr. Marrow wird von einer gerissenen Saite des Clavichords im Gesicht schwer verletzt, der riesige Kamin entwickelt ein beängstigendes Eigenleben und in der Nacht hört man eigenartige Geräusche und Stimmen. Eleanor bemerkt, dass die Atmosphäre immer bösartiger wird. Langsam wird klar, dass Eleanor nicht zufällig in diesem Haus ist; sie hat die Gabe, tiefer in die eigenartigen Geschehnisse vorzudringen: Sie kann die Geister und Stimmen von Kindern hören, überdies sieht sie einen erhängten Körper im Gewächshaus. All dies manifestiert sich, als eine rätselhafte Schrift auf dem Porträt von Hugh Crain erscheint: „Welcome Home Eleanor“ („Willkommen zu Hause, Eleanor“). Eleanor versucht weiterhin, die Geheimnisse des Hauses aufzudecken. Sie erkennt, dass Crain einige hundert Kinder tötete, welche in seinen Fabriken gearbeitet hatten.
Nach all diesen traumatischen Erkenntnissen glauben alle Beteiligten, Eleanor habe einen Nervenzusammenbruch erlitten. Angesichts dessen gesteht Dr. Marrow, dass sein Experiment nicht das Thema Schlafstörungen analysiert, sondern ihm geht es um die Ursachenforschung von Angst. Aufgebracht von dem Geständnis konfrontiert Theo wutentbrannt den Doktor mit seinem fingierten Experiment. Nach zwei weiteren mysteriösen Vorkommnissen stellt sich jedoch heraus, dass diese Ereignisse übernatürlich sind. Das erste Ereignis spielt sich im alten Gewächshaus ab.
Dr. Marrows ist nun davon überzeugt, seine Probanden aus dem Haus schaffen zu müssen, als plötzlich die riesige Eisenstatue im alten Brunnen (in Form eines ertrinkenden Mannes) Blut speit und den Wissenschaftler hinterrücks mit einer gigantischen rechten Hand packt, um ihn im Brunnen kurzzeitig unter Wasser zu ziehen. Der zweite Zwischenfall, der die wahre Natur des Hauses enthüllt, geschieht im Schlafzimmer von Eleanor: Dieses wird lebendig und versucht, sie zu töten. Dem geht aber eine weitere seltsame Erfahrung voraus: Eleanor findet einen riesigen Spiegel. Als sie sich dort betrachtet, hat ihr Spiegelbild ein hämisches Grinsen und zudem sieht sie, wie ihr Bauch zu wachsen beginnt. Er wächst und wächst und es sieht so aus, als ob sie im 9. Monat schwanger wäre. Das Spiegelbild wiederholt permanent die Worte: „Willkommen zu Hause, Eleanor“.
Nachdem Eleanor gerettet werden konnte, ist die Gruppe von den übernatürlichen Vorgängen überzeugt und versucht, aus dem Haus zu fliehen. Crains Geist macht ihnen jedoch einen Strich durch die Rechnung; alle Fenster und Türen sind verschlossen.
Inzwischen findet Eleanor heraus, dass Crains zweite Frau, Carolyn, ihre Ururgroßmutter war, denn sie hat eine sehr starke Ähnlichkeit mit ihr. (Somit war das Spiegelbild von Eleanor eigentlich ihre Ururgroßmutter). Sie besitzt sogar ein altes Medaillon, auf dem der Buchstabe C eingraviert ist. Jetzt ist ihr alles klar: Nur sie kann alles beenden – sie muss den Geist von Crain besiegen und nur so kann sie die Gruppe retten. Auch stellt sich heraus, dass sie den ominösen Anruf (der sie auf die Annonce aufmerksam machte) von keiner der beteiligten Personen bekommen hat.
Der Gruppe wird klar, dass es eine böswillige Macht in diesem Haus gibt. Luke versucht im Zorn, eines der Porträts von Crain zu zerstören, dies endet aber damit, dass er aus Rache von Crains Geist in den Kamin geworfen und anschließend vom Gegengewicht der Rauchabzugsklappe enthauptet wird.
Eleanor gelingt es, den bösen Geist von Crain aus der Struktur des Hauses herauszulösen, indem sich dieser Geist in einem gespensterhaften Körper manifestiert. Sie schafft es auch, dieses Gespenst zu einem riesigen, massiven Eisentor zu dirigieren. Auf dem Tor ist folgende Inschrift zu lesen: „All Ye Who Stand Before These Doors Shall Be Judged“ („Über all jene, die vor diesem Tor stehen, soll gerichtet werden“). Crain schwebt vor Eleanor, als plötzlich ein starker Wind durch den Raum fegt. Die Dämonen, welche das Tor bewachen, greifen nach Crain und ziehen ihn in das geschlossene Tor hinein. Sie verschonen aber Eleanor. Diese stirbt aber bei dieser Aktion. Jedoch werden durch ihren Tod alle Seelen der Kinder befreit und können gemeinsam mit der Seele von Eleanor in den Himmel auffahren – der Geist von Crain wird hingegen in die Hölle gezogen.
In der Zwischenzeit schaffen es Dr. Marrow und Theo, das Haus zu verlassen. Am folgenden Morgen werden sie von den Dudleys angetroffen, Mr. Dudley fragt den Doktor, ob er alles herausgefunden hätte, was er wissen wollte – dieser gibt keine Antwort.

## Figuren
- Eleanor Vance ist eher zurückhaltend gegenüber den anderen und benimmt sich sehr schüchtern. Sie ist die einzige Person, die von dem Haus angezogen wird, weshalb nur sie die Kinderstimmen hört. Sie ist Hugh Crains Ururenkelin und als einzige der Protagonisten mit ihm verwandt.
- Theo ist eine Künstlerin aus der Großstadt. Sie erscheint unnatürlich schön. Durch ihre Bisexualität wirkt sie sehr anziehend auf Eleanor, aber auch auf Luke. Sie ist neben Dr. Marrow die einzige Überlebende.
- Luke Sanderson ist der erste, der merkt, dass es sich nicht um eine Studie über Schlafstörungen handelt. Aufgrund seiner zynischen Art wirkt er manchmal sehr aufgeblasen. Eine Schwäche zeigt er für Theo, zu der er sich hingezogen fühlt. Meistens wird er jedoch von ihr abgewiesen.
- Dr. David Marrow führt die Studie durch und überlebt gemeinsam mit Theo.

## Kritiken
In der taz wird der übermäßige Einsatz von Spezialeffekten kritisiert, so dass „keine Zeit zum Fürchten bleibt“. Während die Effekte zu Beginn „prima“ funktionierten und Staunen auslösten, werde es anschließend „fade und dann stinklangweilig“. Neeson und Taylor seien letztlich „nur Statisten, die Show gehört ganz alleine den Computer-Gespenstern“. Aus Sicht der taz inszeniere de Bont somit „einen Gespenster-Gruselfilm ohne Grusel aber mit jeder Menge Spezialeffekte-Gespenster“.
Diesen Eindruck schildert auch Thilo Wydra in der Welt: So sei das Setdesign von Eugenio Zanetti „schon atemraubend“ und das Schloss werde von de Bonts Kameramann „in zugegebenermaßen atmosphärischen Bildern“ eingefangen. Doch im Vergleich zur früheren Filmversion von Robert Wise sieht Wydra Mängel: „Hatte bei Wise die Geschichte eine Seele, so geht diese bei dem spukenden Holländer in Dekors und Tricks perdu.“
Auch Stefanie Rosenkranz stellt im Stern den Einsatz von Spezialeffekten in den Mittelpunkt ihrer Kritik. De Bonts Film sei „ein so unglaublicher Quark, dass es schon wieder eine helle Freude ist“. Das Geisterschloss sei „komplett gaga und ein völlig neues Genre: der total unfreiwillig komische Gruselfilm, bei dem subtilste Andeutungen noch daherkommen wie Sowjet-Traktoren“. Rosenkranz frage sich, „was Liam Neeson in einen Film getrieben hat, wo jeder der holzgeschnitzten Bettpfosten mehr Charakter entwickeln darf als die Schauspieler“.

## Hintergrund
- Es wird in Bezug auf den Ort der Handlung gleich zu Beginn auf Xanadu, das gigantische Schloss aus Orson Welles’ Film Citizen Kane (1941) verwiesen.
- Das Original Bis das Blut gefriert erzeugt seinen Grusel fast ausschließlich im Kopf des Zuschauers. Wise erreicht dies vor allem durch den Einsatz von unheimlichen Soundeffekten.
- Besondere Erwähnung verdient das Setdesign von Eugenio Zanetti (Hinter dem Horizont).
- Parodiert wurde der Film in Scary Movie 2.
- Für die Außenaufnahmen wurden zwei englische Herrenhäuser genutzt: Harlaxton Manor in der Grafschaft Lincolnshire und Belvoir Castle in der Grafschaft Leicestershire.

## Auszeichnungen
- Bogey Award 1999
- BMI Film Music Award 2000
- Die Deutsche Film- und Medienbewertung FBW in Wiesbaden verlieh dem Film das Prädikat wertvoll.

Nominiert für:
- Blockbuster Entertainment Award 2000
  - Beliebtester Schauspieler (Liam Neeson)
  - Beliebteste Schauspielerin (Catherine Zeta-Jones)
  - Beliebtester Nebendarsteller (Owen Wilson)
  - Beliebteste Nebendarstellerin (Lili Taylor)
- Goldene Himbeere 2000
  - Schlechteste Schauspielerin (Catherine Zeta-Jones)
  - Schlechteste Regie (Jan de Bont)
  - Schlechtestes Leinwandpaar (Lili Taylor und Catherine Zeta-Jones)
  - Schlechtestes Drehbuch (David Self)
  - Schlechtester Film